# 柳致松
柳 致松（ユ・チソン、1924年10月7日 - 2006年6月2日）は、韓国の政治家。第五共和国初期の最大野党である民主韓国党（以下、民韓党）の総裁（党首）を務めた。国務総理権限代行、経済副首相、企画財政部長官などを歴任した柳一鎬（ユ・イルホ）は息子。

## 略歴
日本統治時代、京畿道平沢郡にて出生。1952年、ソウル大学校商科大学経済学科を卒業。1948年、国会副議長（当時）に就いていた申翼煕の秘書として政界に入門した。以後、1964年に発足した民衆党の院内副総務、1967年に新民党が発足すると組織局長や事務総長などを歴任。1963年の第6代総選挙で民政党から出馬して初当選。以降、平沢地域で国会議員を通算5期（6、9～12代）務めた。
1980年12月の第五共和国憲法発効により既成政党がすべて解散された後、政治活動禁止処分を免れた旧・新民党の政治家を糾合して81年1月に民韓党を結成、総裁に就任した。同年2月に大統領選挙人団の投票によって行われた大統領選挙に出馬したが、与党である民主正義党（以下、民正党）候補の全斗煥大統領に大差で敗れた。翌3月の第11代総選挙にて民韓党は野党第一党となったが、金大中や金泳三など主要政治家が軒並み追放された上、軍部の政治介入を容認する姿勢を示したことで「御用野党」や「民正党の第二中隊」といった批判を受け続けた。そして85年の第12代総選挙では民主化を掲げた新韓民主党が躍進し、民韓党は野党第二党の座に後退、選挙後には離党者が続出したことで群小政党に転落、第13代総選挙で政党登録が抹消された。1988年の政界引退以後は、憲政会の第12代会長や元老諮問委員、統一顧問などを務めた。